# يغموش درعي
يغموش درعي (الاسم العلمي:Amblyomma scutatum) هو نوع من الحيوانات يتبع جنس اليغموش من فصيلة اللبوديات الصلبة.